# Riyad (stad)
Riyad (Arabisch: الرياض, Ar-Riyad ook wel Riaad of Riad) is de grootste stad en hoofdstad van Saoedi-Arabië. De stad ligt centraal in het land op een groot plateau, bekend als de Nadjd. Riyad telt ca. 7 miljoen inwoners.
De stad is verdeeld in 17 districten.
Alhoewel de stad in een zeer droog gebied ligt, is er toch voldoende drinkwater beschikbaar. Vijf vijvers vangen de regenval op voor drinkwater. Ook grondwater en gedesaliniseerd water van de kust worden hiervoor gebruikt.

## Geschiedenis
In pre-islamtijd ontstond er een kleine nederzetting, Hajar genaamd. De plek lag op de samenkomst van enkele wadi's, zodat er veel grondwater aanwezig is. In vroegere tijden was de plek beroemd om zijn dadels en bomen. Hajar is afgeleid van het Arabische meervoud van rowdhah (plek van tuinen).
Tegen het eind van de 18e eeuw maakte Riyad deel uit van het Eerste Saoedische Rijk. De hoofdstad van dat rijk was Al-Diriyah, niet ver van Riyad gelegen. Na de inval van de Ottomanen in 1818 werd Riyad de belangrijkste stad.
In 1902 werd de stad heroverd door de Saoedi's onder leiding van Abdoel Aziz al Saoed. Hij ging door met het veroveren en vestigde het moderne Koninkrijk Saoedi-Arabië in 1932, met Riyad als hoofdstad van het land. De diplomatieke hoofdstad bleef echter tot 1982 in Jeddah. Naast de diplomatieke hoofdstad is Riyad ook uitgegroeid tot het financiële centrum van het land. De meeste grote bedrijven hebben hun hoofdkantoor, of in ieder geval een van hun grotere kantoren, gevestigd in Riyad. Daardoor is er sinds de jaren een snelle groei in hoogbouw. Het King Abdullah Financial District is aan het uitgroeien tot het economisch centrum van de stad.

## Bevolking
- 1862 - 7.535
- 1935 - 31.568
- 1960 - 153.895
- 1970 - 370.265
- 1972 - 500.163
- 1974 - 652.865
- 1988 - 1.501.590
- 1990 - 2.023.586
- 1997 - 2.801.234
- 2006 - 2.912.346
- 2022 - 6.924.566
- 2023 - 6.947.025
- 2024 - 6.544.000

## Vervoer
De bevolking van Riyad zal naar verwachting in 2030 tot ruim 8,3 miljoen zijn gestegen. In 2013 is opdracht gegeven tot de bouw van een metronetwerk. De metro van Riyad zal een totale lengte krijgen van 176 kilometer en het is daarmee (anno 2017) het grootste metrostelsel in ontwikkeling in de wereld op dit moment. Er komen zes lijnen die de stad gaan doorkruisen en het onbemande metronetwerk zal 87 stations tellen.

## Stedenband
- Parijs (Frankrijk), sinds 1997

## Geboren
- Abdoel Aziz al Saoed (1875-1953), stichter en eerste koning van Saoedi-Arabië
- Faisal bin Abdoel Aziz al-Saoed (1906-1975), koning van Saoedi-Arabië
- Khalid bin Abdoel Aziz al-Saoed (1913-1982), koning van Saoedi-Arabië
- Fahd bin Abdoel Aziz al-Saoed (1921-2005), koning van Saoedi-Arabië
- Abdoellah bin Abdoel Aziz al-Saoed (1924-2015), koning van Saoedi-Arabië
- Sultan bin Abdoel Aziz al-Saoed (1928-2011), minister
- Salman bin Abdoel Aziz al-Saoed (1935), koning van Saoedi-Arabië
- Moekrin bin Abdoel Aziz al-Saoed (1945), voormalig kroonprins van Saoedi-Arabië
- Al-Waleed bin Talal al-Saoed (1955), prins van Saoedi-Arabië
- Sultan bin Salman al-Saoed (1956), ruimtevaarder
- Osama bin Laden (1957-2011), oprichter van Al Qaida
- Saad Hariri (1970), premier van Libanon en zakenman
- Sami Al-Jaber (1972), voetballer
- Reema bint Bandar Al-Saoed (1975), ambassadeur in de VS
- Arooj Aftab (1985), Pakistaans zangeres
- Abdullah Al-Mayouf (1987), voetballer
- Omar Abdulrahman (1991), voetballer
- Abdullah Otayf (1992), voetballer
- Rajwa Al Saif (1994), Jordaanse prinses
- Rhys Norrington-Davies (1999), Welsh voetballer

## Galerij

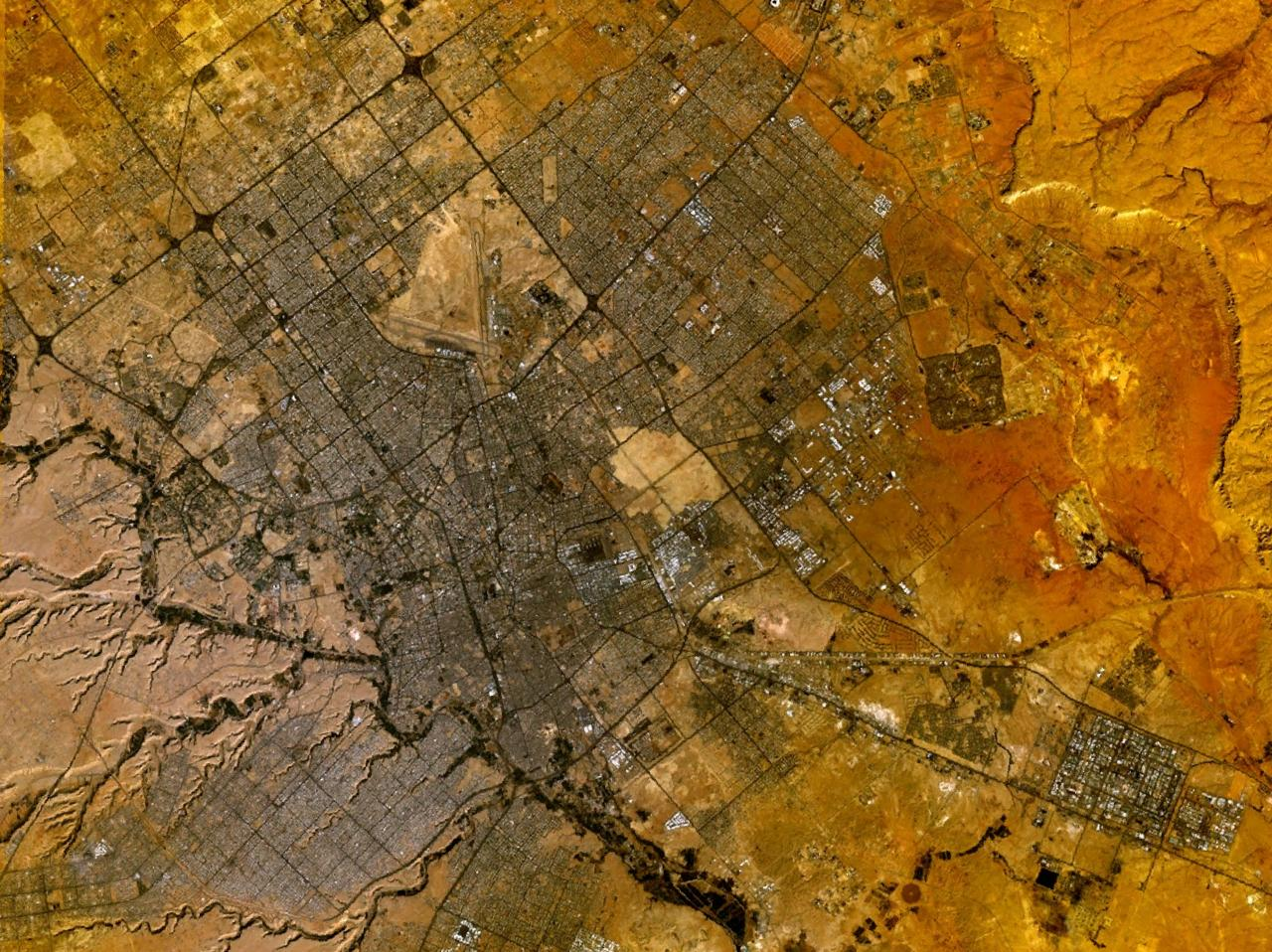
Satellietfoto Riyad